# George Rapee
George Rapee (ur. 1915 w Nowym Jorku, zm. 1 kwietnia 1999) – amerykański brydżysta, World Life Master (WBF).
George Rapee opracował popularną konwencję Staymana. Jego partner, Samuel Stayman, ją pierwszy opublikował.

## Wyniki brydżowe

### Olimpiady
Na olimpiadach uzyskał następujące rezultaty:
| Olimpiady brydżowe. Zawody teamów | Olimpiady brydżowe. Zawody teamów | Olimpiady brydżowe. Zawody teamów | Olimpiady brydżowe. Zawody teamów | Olimpiady brydżowe. Zawody teamów | Olimpiady brydżowe. Zawody teamów |
| Rok                               | Miejsce                           | Zawody                            | Kategoria                         | Drużyna                           | Pozycja                           |
| --------------------------------- | --------------------------------- | --------------------------------- | --------------------------------- | --------------------------------- | --------------------------------- |
| 1960                              | Turyn                             | 1. Olimpiada Teamów               | Open                              | USA 1                             | 3                                 |

### Zawody światowe
W światowych zawodach zdobył następujące lokaty:
| Mistrzostwa Świata. Konkurencja teamów | Mistrzostwa Świata. Konkurencja teamów | Mistrzostwa Świata. Konkurencja teamów | Mistrzostwa Świata. Konkurencja teamów | Mistrzostwa Świata. Konkurencja teamów | Mistrzostwa Świata. Konkurencja teamów |
| Rok                                    | Miejsce                                | Zawody                                 | Kategoria                              | Drużyna                                | Pozycja                                |
| -------------------------------------- | -------------------------------------- | -------------------------------------- | -------------------------------------- | -------------------------------------- | -------------------------------------- |
| 1994                                   | Albuquerque                            | 9 Mistrzostwa Świata                   | Open                                   | Rapee                                  | 17                                     |
| 1990                                   | Genewa                                 | 8 Mistrzostwa Świata                   | Open                                   | Rapee                                  | 3                                      |
| 1982                                   | Biarritz                               | 6 Mistrzostwa Świata                   | Open                                   | Jacoby                                 | 45                                     |
| 1969                                   | Rio de Janeiro                         | 16. Mistrzostwa Świata Teamów          | Open                                   | North America                          | 3                                      |
| 1958                                   | Como                                   | 8. Mistrzostwa Świata Teamów           | Open                                   | USA                                    | 2                                      |
| 1953                                   | Nowy Jork                              | 3. Mistrzostwa Świata Teamów           | Open                                   | USA                                    | 1                                      |
| 1951                                   | Neapol                                 | 2. Mistrzostwa Świata Teamów           | Open                                   | USA                                    | 1                                      |
| 1950                                   | Southampton                            | 1. Mistrzostwa Świata Teamów           | Open                                   | USA                                    | 1                                      |

| Mistrzostwa Świata. Konkurencja par | Mistrzostwa Świata. Konkurencja par | Mistrzostwa Świata. Konkurencja par | Mistrzostwa Świata. Konkurencja par | Mistrzostwa Świata. Konkurencja par | Mistrzostwa Świata. Konkurencja par |
| Rok                                 | Miejsce                             | Zawody                              | Kategoria                           | Partner                             | Pozycja                             |
| ----------------------------------- | ----------------------------------- | ----------------------------------- | ----------------------------------- | ----------------------------------- | ----------------------------------- |
| 1978                                | Nowy Orlean                         | 5. Mistrzostwa Świata               | Miksty                              | Gail Moss                           | 7                                   |

## Klasyfikacja
- George Rapee – klasyfikacja WBF (ang.)